# Klaus Kariegus
Klaus Kariegus (* 14. April 1962) ist ein ehemaliger deutscher Eishockeyspieler, der in der 2. Bundesliga für den RSC Bremerhaven, den EV Stuttgart und den Heilbronner EC spielte.

## Spielerkarriere
Der 1,85 m große Verteidigerer stand zunächst für den RSC Bremerhaven in der 2. Bundesliga auf dem Eis und wechselte schließlich 1986 zum Oberligisten EV Stuttgart, mit dem er in der ersten gemeinsamen Spielzeit in die 2. Bundesliga aufsteigen konnte. Für die Schwaben spielte der Abwehrspieler bis zum Ende der Spielzeit 1990/91, anschließend unterschrieb er einen Vertrag beim Heilbronner EC aus der Oberliga. 1995 stieg Kariegus auch mit dem HEC in die inzwischen unter dem Namen „1. Liga“ bekannte zweithöchste deutsche Spielklasse auf, kehrte nach der Saison 1995/96 allerdings zum inzwischen drittklassigen EV Stuttgart zurück, wo er seine Karriere im Jahr 1997 beendete.